# Chimbas
Chimbas – miasto i departament w Argentynie, położone w południowej części prowincji San Juan.

## Opis
Miejscowość założona 11 grudnia 1911 roku, wchodzi w skład aglomeracji San Juan, położonej w odległości 5 km. 